# École normale de musique de Paris
École normale de musique de Paris este o universitate de muzică (conservator de muzică) privată, fondată în anul 1919 de pianistul și pedagogul Alfred Cortot și de pianistul și criticul muzical Auguste Mangeot. Conservatorul asigură formarea de muzicieni concertiști și pedagogi.
Printre profesorii universității s-au numărat Nadia Boulanger, Pablo Casals, Alfred Cortot, Paul Dukas, George Enescu, Arthur Honegger, Wanda Landowska, Charles Munch, Jacques Thibaud, Zino Francescatti.